# Stefan Jędrzejewski
Stefan Jędrzejewski (ur. 8 czerwca 1942 w Warszawie, zm. 25 lutego 2019 w Kamieniu Pomorskim) – polski malarz, artysta współczesny, pedagog.
Były więzień Pawiaka. W 1963 roku ukończył Państwowe Liceum Sztuk Plastycznych w Krakowie. W latach 1963–1969 studiował na Wydziałach Malarstwa i Tkaniny w Akademii Sztuk Pięknych w Krakowie. Uczeń Hanny Rudzkiej Cybisowej i Jonasza Sterna. Od 1969 roku mieszkał i tworzył w Kamieniu Pomorskim. W 2009 roku Odznaczony Złotą Wstęgą Kamieńską za zasługi dla kultury Kamienia Pomorskiego. Obrazy Stefana Jędrzejewskiego znajdują się w kolekcjach muzealnych oraz prywatnych w kraju i za granicą.

## Wystawy
- 2010: Wernisaż wystawy malarstwa w Miejskiej Galerii Sztuki w Kamieniu Pomorskim[5]
- 2009: Wystawa malarstwa w Miejskiej Galerii Sztuki w Kamieniu Pomorskim